# Исав де Бунделмонти
Иса̀в де Бунделмо̀нти (Esau de' Buondelmonti) е владетел на Епирското деспотство, със столица Янина, от 1385 г. до смъртта си през 1411 г.

## Биография
Исав е синът на флорентинския благородник Маненте Бунделмонти и Лапа Аучиоли, сестра на Николо Аучиоли. Исав идва в Гърция, стремейки се към успехи и завоевания по подобие на своите роднини, но през 1379 г. той бива пленен в сражението срещу деспота на Епир Тома II Прелюбович. След като прекарва няколко години в плен, Исав унаследява своя пленител през февруари 1385 г. като се жени за вдовицата му Мария Ангелина Дукина Палеологина.
Исав отхвърля неодобряваните практики на тираничния Тома, възвръщайки прокудените благородници и епископа на Янина, Матей. Новият управник проповядва миротворческа политика и се стреми към разбирателство както с албанските кланове, така и с Византия. През 1386 г. византийски посланици пристигат в Янина и удостояват Исав с титлата деспот. Въпреки че Исав остава напълно независим от Константинопол, това признание допълнително утвърждава и узаконява властта му.
Но споразумяването с албанците се оказва по-трудно. През 1385 г. деспотът на Арта, Иван Буа Шпата, напада Янина, но Исав съумява да подготви защитата толкова ефективно, че албанският водач се принуждава да се оттегли. Исав прибягва до похвата на Тома да търси османска помощ срещу албанците, отивайки през 1386 г. в двора на султан Мурад I. Този съюз води до затишие на бойното поле в Епир, но враждата се разпалва отново след Косовската битка и смъртта на Мурад през 1389 г. Янина отнова се изправя пред заплаха и Исав отново съумява да удържи, осигурявайки си османската подкрепа.
Връщайки се в Янина след 14 месеца (1399 – 1400 г.) в двора на Баязид I, Исав бива подкрепен от турския командир Еврен бей и разгромява албанците. Това му донася четири мирни години, прекъснати едва към края от конфликт с Венецианската република за едно оспорвано пристанище. Смъртта на Мария през декември 1394 г. е последвана от нови пререкания с Иван Буа Шпата, който в крайна сметка е решен с преговори. През януари 1396 г. Исав се жени за Ирина – дъщерята на Шпата, като част от мирното споразумение. Но мирът остава трудно постижим. Без вече да се нуждае от османската подкрепа, Исав воюва с турците и ги побеждава, което увеличава самоувереността му.
През 1399 г. Исав, подкрепян от някои албански кланове, напада зетя на жена си, и негов баджанак, Иван Зенебищи, принц на Аргирокастро. Този път Исав бива заловен, а голяма част от владенията му – окупирани от Зенебищи. Местните боляри се решават да го възстановят като деспот и подсигуряват венецианска намеса в негова полза. Исав се завръща в Янина през 1400 г. и властва в относителен мир до смъртта си на 6 февруари 1411 г.

## Семейство
Изглежда, че Исав няма деца нито от първата си съпруга Мария Ангелина Дукина Палеологина, нито от втората си жена Ирина Буа Шпата. От третата си съпруга Евдокия Балшич, дъщеря на Теодора Драгаш, той има три деца, едно от които:
- Джорджо де Бунделмонти, който го наследява.